# CNA (singapurski kanał telewizyjny)
CNA (Channel NewsAsia) – singapurski kanał telewizyjny o charakterze informacyjnym. Został uruchomiony w 1999 roku.